# Achaeus akanensis
Achaeus akanensis is een krabbensoort uit de familie van de Inachidae. De wetenschappelijke naam van de soort is voor het eerst geldig gepubliceerd in 1937 door Sakai.